# Municipio de Odessa (Nebraska)
El municipio de Odessa (en inglés: Odessa Township) es un municipio ubicado en el condado de Buffalo en el estado estadounidense de Nebraska. En el año 2010 tenía una población de 510 habitantes y una densidad poblacional de 3,92 personas por km².

## Geografía
El municipio de Odessa se encuentra ubicado en las coordenadas 40°44′1″N 99°15′16″O / 40.73361, -99.25444. Según la Oficina del Censo de los Estados Unidos, el municipio tiene una superficie total de 130 km², de la cual 128,07 km² corresponden a tierra firme y (1,48 %) 1,93 km² es agua.

## Demografía
Según el censo de 2010, había 510 personas residiendo en el municipio de Odessa. La densidad de población era de 3,92 hab./km². De los 510 habitantes, el municipio de Odessa estaba compuesto por el 99,61 % blancos, el 0,2 % eran de otras razas y el 0,2 % eran de una mezcla de razas. Del total de la población el 1,57 % eran hispanos o latinos de cualquier raza.